# Pseudotsuga japonica
Pseudotsuga japonica là một loài thực vật hạt trần trong họ Thông. Loài này được (Shiras.) Beissn. miêu tả khoa học đầu tiên năm 1896.